# Пестель, Борис Владимирович
Борис Владимирович Пестель (26 января 1739 — 15 [27] апреля 1811) — московский почт-директор, действительный статский советник.

## Биография
По своему происхождению саксонец, сын Вольфганга Пестеля (1696—1763). В 1757 году закончил Сухопутный Шляхетский корпус и вступил в службу поручиком 4 роты 1-го мушкетерского полка. В 1760 году в сражении под Франкфуртом он был тяжело ранен, вынужден был покинуть военную службу и в чине коллежского асессора был определен в Сибирский приказ в Москву. После смерти отца в 1763 году он принял должность почт-директора. За особые труды по почтовому ведомству Пестель был 9 июня 1770 г. произведён в канцелярии советники.
Находясь в Москве во время свирепствовавшей там чумы 1771 года, Пестель принимал весьма успешные меры для ограждения от неё почтового двора. Он воспретил вход в самое здание, а приём писем учредил так, чтобы они окуривались у ворот, а затем подносились к окну, на котором стояли два горшка с уксусом: в один обмакивали письма, а в другой опускали следуемые за отправку письма деньги. Почтальоны, разнося письма, передавали их через особые чёрные вощанки. Везде в почтовых помещениях письма окуривались уксусом, можжевеловыми ягодами, дёгтем и т. д. Меры эти оказались очень полезными. Вероятно, за это он удостоился получить 29 сентября 1775 г. в Белорусской губернии в Себежском уезде, в разных мелких деревнях 454 души крестьян, которые и перешли затем к его сыну Ивану Борисовичу.
В должности почт-директора он состоял до конца своей службы, будучи ещё в 1782 году произведён в чин статского советника. Когда граф А. А. Безбородко был наименован главным директором почт, он нашёл почтовую часть в неудовлетворительном состоянии, по докладу об этом московского почт-директора Пестеля, и поручил ему в 1787 году ревизовать почтовые станции от Москвы до Смоленска и до Риги. По ревизии этой все почтовые места найдены были Пестелем в самом расстроенном положении.
Обширность занятий по управлению почтовыми учреждениями в таком значительном государстве указывала на необходимость выделить это управление из круга деятельности Коллегии Иностранных Дел. За эту ревизию Пестель был награждён орденом Св. Владимира 3-й степени (в 1788 году) и вскоре после этого (3-го октября 1789 года) оставил службу в чине действительного статского советника; на его место московским почт-директором был назначен его сын Иван Борисович, бывший до того его помощником.

## Семья
Жена старшего сына Ивана Борисовича Пестеля — Елизавета Ивановна фон Крок (1766—1836).